# 황사영

황사영(黃嗣永, 영어: Hwang Sa Yeong 1775년 ~ 1801년 12월 10일)은 조선의 천주교의 순교자이다. 세례명은 알렉시오(Alexis)이다. 1801년 2월, 신유박해가 시작되자 서울을 빠져나가 배론성지(현재의 충청북도 제천시 봉양읍)에 숨어지냈다. 국문을 당하던 정약용의 고변으로 천주교인임이 알려지자 체포령이 떨어졌다. 숨어지내던중에 박해의 실상을 중국 구베아 주교에게 알리고 신앙의 자유를 위해서 청나라의 무력동원을 요청하는 '백서'를 작성하였는데, 전달되지 못한채 9월에 체포되었다. 서소문 밖에서 온몸이 찢기는 능지처사를 당했고 멸문지화에 처해졌다.

## 어린 시절

### 출생과 성장
본관은 창원. 자는 덕소이다. 승문원 부정자를 역임한 황석범의 유복자로 서울 아현에서 태어났다. 남인 시파에 속한다. 1790년 16세의 나이에 진사시에 합격하였고, 정조는 그를 특별히 불러 격려하면서 나이 20세가 되면 벼슬을 내리겠다고 약속했다. 그때 정조가 황사영의 손을 잡아주었데, 그는 이것을 표시하기 위해서 손목을 명주로 감고 다녔다 한다. 같은 해 정약용의 맏형인 정약현의 딸 정난주와 결혼하여 정약용의 조카사위가 되었다. 그리하여 그는 이승훈과는 사돈간이 되었고, 초창기의 교회를 이끌던 인물인 정약종과는 처삼촌지간이 되었다.

### 천주교 입교
황사영은 처갓집의 영향을 받아 천주학을 접하게 되었고 1791년에 세례를 받고 입교하였다. 입교직후인 1791년 10월(음)에 신해박해 때 배교자가 속출했으나 그는 천주교를 “세상을 구제하는 좋은 약”으로 확신하며 신앙을 지켰다. 조상제사 포기는 벼슬길을 포기하는 일이었는데, 정조의 특별격려 속에 출세가 보장되어있었지만 세상 출세에 뜻을 두지않았다. 주문모 신부가 입국후 측근으로 활동하였고, 평신도 단체인 명도회의 주요 회원으로 활동했다. 1798년에 서울에 이주한 후 자신의 집을 명도회의 하부 조직인 6회(六會)의 한 장소로 제공하기도 했다. 그는 서울에서 신도 자제들에게 글과 교리를 가르쳤고, 천주교 서적 필사작업도 열심히 했다. 활발한 선교활동을 펼쳤던 그는 신유박해 무렵에 교계의 핵심 지도자 중 한 사람에 속했다.

### 천주교와 정국변화
조선후기 진보적인 남인의 소장파들이 유학의 한계를 보완할 방책으로써 서양학문과 천주학에 심취하였다. 조선의 천주교는 매우 특이한 길을 걸었는데, 1784년 이승훈이 북경에서 세례를 받고 귀국한후 만든 신앙모임을 통해 선교사 없이 자생적으로 신앙을 싹띄우고 성장했다는 점이다. 이런 조선의 교회는 명례방사건(1785년), 반회사건(1787년), 신해박해(1791년), 을묘박해(1795년)를 거치며 탄압의 강도가 점차 증가했음에도 불구하고 그 교세는 끊임없이 성장했다.
노론이 득세한 가운데 영조의 계비가 된 정순왕후는 정조의 즉위를 반대했다. 정조가 즉위하자 숨죽이며 지냈으며 그녀의 집안은 몰락했다. 1787년에 정순왕후의 오라비 김귀주가 유배지에서 사망하자 정조와는 원수지간이 된다. 선왕 정조는 집권세력인 노론 벽파를 견제하기 위해서 남인을 중용하였으며, 한 때 천주교에 대해서 관대했다. 정조 사망직후에 섭정을 맡은 정순왕후는 국상중에는 정사(政事)를 금하는 관례를 깨고 노론을 중용하는 인사를 단행하자 남인들의 앞날에 먹구름이 드리우기 시작했다.

## 황사영 백서사건

### 신유박해
정조가 급사하자 정순왕후는 섭정을 통해 노론 벽파로 조정을 채운후 정권을 장악했다. 이후 사학철폐라는 명분하에 정조 재위기에 성장한 남인을 숙청하기 위해서 1801년에 천주교 탄압령을 명했다. 오가작통법을 적용하고 역모죄로 다스리라는 엄명이 전국에 내려졌다. 노론 벽파의 목적은 남인 세력을 박멸시켜 재기불가능하게 만드는데 있었다. 정약용이 체포되어 국문을 받던중에 황사영을 고변하자 2월 13일에 체포령이 떨어졌다.
황사영은 변득중, 홍필주의 집을 거쳐 정동에 있는 송재기 집에서 숨어있다가 상복을 입고 변장을 한후, 이상인이라는 가명을 쓰며 창의문을 빠져나가는데 성공했다. 평구역에서 김한빈과 만나 여주, 원주를 거쳐서 충북 체천에 있는 김귀동의 집에 숨었다. 김귀동은 지방에서 일어났던 박해를 피해 제천에 도피해 지내고 있던 천주교도였다. 이후 김한빈과 김귀동이 제천 봉양면 배론(舟論)이라는, 토기를 만드는 천주교 신자들의 마을에 가서 토굴을 판후에 옹기굴로 위장하였다. 토굴이 완성되자 황사영은 토굴로 옮겨와 숨어지냈다. 한편 정순왕후는 황사영을 반드시 체포하라는 특별명령을 여러차례 내렸고 국외탈출에 대비하여 국경수비를 강화시켰다. 조정의 독촉이 심해지자 함경도에서 가짜 황사영을 체포하여 서울로 압송하는 일도 있었다.

### 백서 작성
황사영은 토굴속에 숨어지내며 김한빈과 황심(黃心)을 통해 정세를 파악하던중 교회의 머리인 주문모, 정약종, 이승훈, 최창현, 강완숙, 최필공, 이존창, 유황검 형제 등 100 여명이 처형당했다는 비보를 접한다. 또한 서울을 비롯한 전국에 걸쳐 학살이 이루어졌고, 박해를 피해 천주교도들이 깊은 산중으로 도피한후 비참하게 생활하고 있다는 소식을 접하게 되었다. 황사영은 이런 탄압의 전말을 북경 주교에게 알리고, 주문모 신부가 중국인이라는 사실을 부각시켜 청나라 조정의 도움을 이끌어낸다면 박해를 종식 시킬수도 있다고 판단했다. 그래서 그는 《황사영 백서》라 불리는 그 유명한 편지를 작성하기 시작했다.
흰색 비단(명주천)에 쓰여졌기 때문에 ‘백서(帛書)’라고 하는데, 그 크기는 가로 62cm, 세로 40cm이며, 아주 가는 붓으로 쓴 깨알같은 글자의 수는 한 줄에 110자씩 122행에 걸쳐 13,311자로 방대한 내용을 기록하였다. 검은 먹이 아닌 백반으로 썼기 때문에 물을 묻혀야 글자를 읽을 수 있게 했다.

### 백서의 내용
백서의 내용은 1785년(정조 9) 이후의 교회의 사정과 박해의 발생에 대하여 간단히 설명한 다음, 신유박해의 상세한 전개과정과 순교자들의 간단한 약전(略傳)을 적었다. 그리고 주문모 신부의 활동과 자수와 그의 죽음에 대하여 증언하였다. 청나라 황제에게 청하여 조선도 서양인 선교사를 받아들이도록 강요할 것을 요청하였고, 아니면 조선을 청나라의 한 성(省)으로 편입시켜 감독하게 하거나, 서양의 군함 수백 척과 군대 5만∼6만 명을 조선에 보내어 신앙의 자유를 허용하도록 조정을 굴복하게 하는 방안 등을 제시하였다.

## 체포와 순교

### 백서 적발
백서 전달은 황심(黃沁)과 옥천희(玉千禧)로 하여금 음력 10월에 떠나는 동지사 일행에 끼어서 중국 천주교회 북경교구의 주교에 전달하려고 하였으나 실패했다. 황심(黃心)이 1801년 9월 15일에 제천 배론에서 체포되었고 9월 26일에 황사영도 체포되어 서울로 압송되었다. 8개월 여만에 황사영이 체포되었다는 소식이 전해지자 조정이 환호했다 한다. 체포된 황사영의 옷 속에서 둘둘 말린 백서가 발견되자 노론벽파는 다시 환호성을 질렀고 그 내용을 읽고는 경악했다. 사교에 빠져 나라를 외국에 넘기려했기 때문이다.

### 멸문지화
국청이 열리고 혹독한 심문이 이어졌다. 노론 벽파가 가장 염려했던것은 백서의 사본이 중국에 전달되었는지 여부였다. 또한 백서 작성에 배후나 관련자들을 색출해내려 했으나 황사영, 황심, 김한빈 3인외에는 이 일에 관여한 자가 없다는 결론이 내려졌다. 황사영은 11월 5일에 대역죄로 서소문 밖에서 온몸이 찢기는 능지처참을 당했다. 그의 모친 이윤혜는 거제도로, 그의 부인 정명련(정약용의 조카)는 제주도 대정현으로 노비로 끌려갔다. 두살배기 아들 황경한은 영광군 추자도로 귀양갔고, 숙부 황석필은 함경도 경흥으로 귀양갔다. 심지어 집안의 머슴과 종들도 피해를 입어 종 육손은 갑산, 돌이는 삼수, 여종 판례는 위원, 복덕은 흉양으로 귀양 갔다. 여종 고음연은 단성으로 귀양갔다가 이듬해 죽었다. 여종의 남편 박삼취는 거창으로 유배되었다. 또한 황사영이 극형을 당한 다음날 그의 집을 헐어 버리고 웅덩이를 파서 물이 고이게 했다.

## 사후 역사

### 천주교 탄압과 확산
《황사영 백서》로 인해 사학이라고 규정한 조정의 입장을 그 증거를 통해 보장받게 되었고 천주교는 매국의 종교라는 낙인이 찍혔다. '백서'의 내용이 알려지자 재야 유생들은 조정에 천주교를 성토하는 글을 보냈고, 경상도와 전라도에서는 서원 중심으로 천주교 배척운동이 세차게 일어났다. 천주교를 배척하는 사회적인 분위기가 형성되면서 천주교에 대한 박해는 더욱 거세어졌다. 살아남은 천주교도들은 정권의 박해를 피하여 경기도의 야산지대나 강원도나 충청도의 산간지방, 태백산맥, 소백산맥의 깊은 산중과 계곡에 숨어, 천주교의 전국적 확산을 촉진하였다. 그 결과 종래 지식인 중심의 조선 천주교회가 신유박해를 전후하여 서민사회로 뿌리를 내리게 되었다.

### 정약용과 정약전
사헌부 홍낙안과 사간원 신구조가 《황사영 백서》 제작 배후에 정약전, 정약용, 이치훈등이 있다며 이들을 다시 체포해 심문하라고 주청했다. 이에 따라 정약용과 정약전은 각각 유배지인 장기와 신지도에서 체포되어 서울로 압송당했다. 황서영은 정약용 형제의 조카사위였기 때문에 사태는 심각했다. 노론 벽파의 홍낙안등은 "천 사람을 죽여도 정약용 하나를 죽이지 못하면 아무도 죽이지 못한 것과 같다고"하며 이번 기회에 정약용을 죽이려했다. 그러나 관련증거가 나오지 않았고 노론 벽파내 의견이 갈리면서 극형은 면하게 되었다. 정약용은 강진, 정약전은 흑산도로 유배를 다시 떠났다.

### 동지사 파견
정순왕후는 《황사영 백서》의 사본이 중국에 전달되어 주문모 신부의 처형사실이 알려질 것을 염려하여, 그 해 10월에 파견된 동지사에게 신유박해의 정당성을 설명하도록 했다. 동지사는 《토사교문》과 함께 《황사영 백서》를 16행, 도합 922여 자로 줄인 축소본을 청나라에 전달했다. <가백서>라 불리는 이 축소본에는 조선 조정에 불리한 내용은 삭제하고 서양 선박과 군대 파견을 요청한 사실등을 적어 박해의 정당성을 주장하는 근거로 삼았다. 이를 통해 신유박해 전반에 관한 중국의 이해를 촉구하고, 주문모가 청나라 사람임을 모르고 처형했다고 거짓해명을 하였으며, 더 이상의 탄압이 없다는 점을 밝혔다.

### 백서 발견
오늘날 전하는 백서는 원본과 사본의 2종이 있으며, 이것은 신유박해 후 근 백 년 동안 의금부 창고 속에 보관되어 오다가 1894년 갑오경장 옛 문서들을 파기할 때 그 원본이 우연히 발견되어 당시 조선교구장이던 뮈텔 주교의 손으로 넘어갔다. 1925년 7월 5일(음) 로마에서 조선 천주교회의 순교 복자 79명의 시복식이 거행될 때에 교황 비오 11세에게 전달되었고, 현재 교황청 민속박물관에 소장되어 있다.

### 유적지
충청북도 제천시 봉양읍에 있는 배론 성지에는 황사영이 은거했던 토굴이 복원되어 있으며, 그 안에 백서의 실물 크기 복사본이 전시되어 있다. 황사영은 능지처참형을 받은 후 경기도 양주군 장흥면 부곡리에 있는 가마골 홍복산 자락 아래 매장되었다. 이곳에서 1980년에 황씨 집안의 후손이 사료 검토 작업과 사계의 고증을 거쳐 홍복산 선영에서 황사영의 것으로 추정되는 무덤을 발견하였는데, 이를 발굴한 결과 석제 십자가 및 비단 띠가 들어 있는 항아리가 나오면서 무덤의 주인공이 황사영이라는 것을 확인할 수 있게 되었다.

## 같이 보기
- 황사영 백서
- 신유박해
- 창원 황씨

## 참고 자료
- 이 문서에는 다음커뮤니케이션(현 카카오)에서 GFDL 또는 CC-SA 라이선스로 배포한 글로벌 세계대백과사전의 내용을 기초로 작성된 글이 포함되어 있습니다.